# Stranvaesia ambigua
Stranvaesia ambigua là loài thực vật có hoa trong họ Hoa hồng. Loài này được (Merr.) Nakai miêu tả khoa học đầu tiên năm 1924.